# Quiliano
Quiliano – miejscowość i gmina we Włoszech, w regionie Liguria, w prowincji Savona.
Według danych na rok 2004 gminę zamieszkiwało 7060 osób, 144,1 os./km².